# Kvalifikace na Mistrovství Evropy ve fotbale 2016 – skupina F
Skupina F kvalifikace na Mistrovství Evropy ve fotbale 2016 byla jednou z 9 kvalifikačních skupin na tento šampionát. Postup na závěrečný turnaj si zajistily první dva týmy skupiny a to Severní Irsko a Rumunsko. Týmy ze třetích míst všech skupin byly seřazeny do žebříčku a nejlepší tým tohoto žebříčku postoupil také přímo. Zbylých osm týmů na třetích místech hrálo baráž, z této skupiny to bylo Maďarsko.

## Tabulka
| Legenda                                                                         |
| ------------------------------------------------------------------------------- |
| Vítěz skupiny a druhý v pořadí postupující přímo na šampionát                   |
| Třetí tým v pořadí hrál baráž o postup na šampionát                             |
| V křížové tabulce vpravo je domácí tým v levém sloupci, hostující v horní řadě. |
| Vítěz zápasu je zvýrazněn tučně.                                                |

| Tým             | Z  | V | R | P | VG | IG | +/- | B  |
| --------------- | -- | - | - | - | -- | -- | --- | -- |
| Severní Irsko   | 10 | 6 | 3 | 1 | 16 | 8  | +8  | 21 |
| Rumunsko        | 10 | 5 | 5 | 0 | 11 | 2  | +9  | 20 |
| Maďarsko        | 10 | 4 | 4 | 2 | 11 | 9  | +2  | 16 |
| Finsko          | 10 | 3 | 3 | 4 | 9  | 10 | −1  | 12 |
| Faerské ostrovy | 10 | 2 | 0 | 8 | 6  | 17 | −11 | 6  |
| Řecko           | 10 | 1 | 3 | 6 | 7  | 14 | −7  | 6  |

|                 | Severní Irsko | Rumunsko | Maďarsko | Finsko | Faerské ostrovy | Řecko |
| --------------- | ------------- | -------- | -------- | ------ | --------------- | ----- |
| Severní Irsko   | —             | 0:0      | 1:1      | 2:1    | 2:0             | 3:1   |
| Rumunsko        | 2:0           | —        | 1:1      | 1:1    | 1:0             | 0:0   |
| Maďarsko        | 1:2           | 0:0      | —        | 1:0    | 2:1             | 0:0   |
| Finsko          | 1:1           | 0:2      | 0:1      | —      | 1:0             | 1:1   |
| Faerské ostrovy | 1:3           | 0:3      | 0:1      | 1:3    | —               | 2:1   |
| Řecko           | 0:2           | 0:1      | 4:3      | 0:1    | 0:1             | —     |

## Zápasy
Všechny časy zápasů jsou v SEČ nebo SELČ.
| 7. září 2014 18:00 |        |                            |                                                                           |
| Maďarsko           | 1 : 2  | Severní Irsko              | Groupama Arena, Budapešť diváci: 20 672 rozhodčí: Deniz Aytekin (Německo) |
| Priskin 75'        | Zpráva | McGinn 81' K. Lafferty 88' | Groupama Arena, Budapešť diváci: 20 672 rozhodčí: Deniz Aytekin (Německo) |

| 7. září 2014 20:45 |        |                                |                                                                      |
| Faerské ostrovy    | 1 : 3  | Finsko                         | Tórsvøllur, Tórshavn diváci: 3 330 rozhodčí: Simon Lee Evans (Wales) |
| Holst 41'          | Zpráva | Riski 53', 78' R. Eremenko 82' | Tórsvøllur, Tórshavn diváci: 3 330 rozhodčí: Simon Lee Evans (Wales) |

| 7. září 2014 20:45 |        |                   |                                                                           |
| Řecko              | 0 : 1  | Rumunsko          | Karaiskakis Stadion, Pireus diváci: 0 rozhodčí: Mark Clattenburg (Anglie) |
|                    | Zpráva | Marica 10' (pen.) | Karaiskakis Stadion, Pireus diváci: 0 rozhodčí: Mark Clattenburg (Anglie) |

| 11. října 2014 18:00 |        |               |                                                                             |
| Rumunsko             | 1 : 1  | Maďarsko      | Arena Națională, Bukurešť diváci: 54 000 rozhodčí: William Collum (Skotsko) |
| Rusescu 45'          | Zpráva | Dzsudzsák 82' | Arena Națională, Bukurešť diváci: 54 000 rozhodčí: William Collum (Skotsko) |

| 11. října 2014 20:45 |        |             |                                                                                        |
| Finsko               | 1 : 1  | Řecko       | Olympiastadion, Helsinky diváci: 26 548 rozhodčí: David Fernández Borbalán (Španělsko) |
| Hurme 55'            | Zpráva | Karelis 24' | Olympiastadion, Helsinky diváci: 26 548 rozhodčí: David Fernández Borbalán (Španělsko) |

| 11. října 2014 20:45       |        |                 |                                                                    |
| Severní Irsko              | 2 : 0  | Faerské ostrovy | Windsor Park, Belfast diváci: 10 500 rozhodčí: Alon Yefet (Izrael) |
| McAuley 6' K. Lafferty 20' | Zpráva |                 | Windsor Park, Belfast diváci: 10 500 rozhodčí: Alon Yefet (Izrael) |

| 14. října 2014 20:45 |        |            |                                                                          |
| Faerské ostrovy      | 0 : 1  | Maďarsko   | Tórsvøllur, Tórshavn diváci: 2 000 rozhodčí: Alexej Kulbakov (Bělorusko) |
|                      | Zpráva | Szalai 21' | Tórsvøllur, Tórshavn diváci: 2 000 rozhodčí: Alexej Kulbakov (Bělorusko) |

| 14. října 2014 20:45 |        |                 |                                                                              |
| Finsko               | 0 : 2  | Rumunsko        | Olympiastadion, Helsinky diváci: 19 408 rozhodčí: Paolo Tagliavento (Itálie) |
|                      | Zpráva | Stancu 54', 83' | Olympiastadion, Helsinky diváci: 19 408 rozhodčí: Paolo Tagliavento (Itálie) |

| 14. října 2014 20:45 |        |                         |                                                                                |
| Řecko                | 0 : 2  | Severní Irsko           | Karaiskakis Stadion, Pireus diváci: 24 000 rozhodčí: Stéphane Lannoy (Francie) |
|                      | Zpráva | Ward 9' K. Lafferty 51' | Karaiskakis Stadion, Pireus diváci: 24 000 rozhodčí: Stéphane Lannoy (Francie) |

| 14. listopadu 2014 20:45 |        |                 |                                                                              |
| Řecko                    | 0 : 1  | Faerské ostrovy | Karaiskakis Stadion, Pireus diváci: 16 821 rozhodčí: Nicola Rizzoli (Itálie) |
|                          | Zpráva | Edmundsson 61'  | Karaiskakis Stadion, Pireus diváci: 16 821 rozhodčí: Nicola Rizzoli (Itálie) |

| 14. listopadu 2014 20:45 |        |        |                                                                            |
| Maďarsko                 | 1 : 0  | Finsko | Groupama Arena, Budapešť diváci: 19 500 rozhodčí: Clément Turpin (Francie) |
| Gera 84'                 | Zpráva |        | Groupama Arena, Budapešť diváci: 19 500 rozhodčí: Clément Turpin (Francie) |

| 14. listopadu 2014 20:45 |        |               |                                                                             |
| Rumunsko                 | 2 : 0  | Severní Irsko | Arena Națională, Bukurešť diváci: 40 000 rozhodčí: Jonas Eriksson (Švédsko) |
| Papp 74', 79'            | Zpráva |               | Arena Națională, Bukurešť diváci: 40 000 rozhodčí: Jonas Eriksson (Švédsko) |

| 29. března 2015 18:00 |        |             |                                                                          |
| Severní Irsko         | 2 : 1  | Finsko      | Windsor Park, Belfast diváci: 10 264 rozhodčí: Szymon Marciniak (Polsko) |
| K. Lafferty 33', 38'  | Zpráva | Sadik 90+1' | Windsor Park, Belfast diváci: 10 264 rozhodčí: Szymon Marciniak (Polsko) |

| 29. března 2015 18:00 |        |                 |                                                                                      |
| Rumunsko              | 1 : 0  | Faerské ostrovy | Ilie Oană Stadium, Ploiești diváci: 13 898 rozhodčí: Artur Soares Dias (Portugalsko) |
| Keșerü 21'            | Zpráva |                 | Ilie Oană Stadium, Ploiești diváci: 13 898 rozhodčí: Artur Soares Dias (Portugalsko) |

| 29. března 2015 20:45 |        |       |                                                                          |
| Maďarsko              | 0 : 0  | Řecko | Groupama Arena, Budapešť diváci: 22 000 rozhodčí: Sergej Karasev (Rusko) |
|                       | Zpráva |       | Groupama Arena, Budapešť diváci: 22 000 rozhodčí: Sergej Karasev (Rusko) |

| 13. června 2015 18:00 |        |             |                                                                         |
| Finsko                | 0 : 1  | Maďarsko    | Olympiastadion, Helsinky diváci: 20 434 rozhodčí: Matej Jug (Slovinsko) |
|                       | Zpráva | Stieber 82' | Olympiastadion, Helsinky diváci: 20 434 rozhodčí: Matej Jug (Slovinsko) |

| 13. června 2015 20:45    |        |                     |                                                                        |
| Faerské ostrovy          | 2 : 1  | Řecko               | Tórsvøllur, Tórshavn diváci: 4 731 rozhodčí: Tom Harald Hagen (Norsko) |
| Hansson 32' B. Olsen 70' | Zpráva | Papastathopulos 84' | Tórsvøllur, Tórshavn diváci: 4 731 rozhodčí: Tom Harald Hagen (Norsko) |

| 13. června 2015 20:45 |        |          |                                                                                    |
| Severní Irsko         | 0 : 0  | Rumunsko | Windsor Park, Belfast diváci: 10 000 rozhodčí: Carlos Velasco Carballo (Španělsko) |
|                       | Zpráva |          | Windsor Park, Belfast diváci: 10 000 rozhodčí: Carlos Velasco Carballo (Španělsko) |

| 4. září 2015 20:45 |        |                                  |                                                                     |
| Faerské ostrovy    | 1 : 3  | Severní Irsko                    | Tórsvøllur, Tórshavn diváci: 4 513 rozhodčí: Felix Zwayer (Německo) |
| Edmundsson 36'     | Zpráva | McAuley 12', 71' K. Lafferty 75' | Tórsvøllur, Tórshavn diváci: 4 513 rozhodčí: Felix Zwayer (Německo) |

| 4. září 2015 20:45 |        |                |                                                                              |
| Řecko              | 0 : 1  | Finsko         | Karaiskakis Stadion, Pireus diváci: 17 358 rozhodčí: Serhij Bojko (Ukrajina) |
|                    | Zpráva | Pohjanpalo 75' | Karaiskakis Stadion, Pireus diváci: 17 358 rozhodčí: Serhij Bojko (Ukrajina) |

| 4. září 2015 20:45 |        |          |                                                                                |
| Maďarsko           | 0 : 0  | Rumunsko | Puskás Ferenc Stadion, Budapešť diváci: 22 060 rozhodčí: Felix Brych (Německo) |
|                    | Zpráva |          | Puskás Ferenc Stadion, Budapešť diváci: 22 060 rozhodčí: Felix Brych (Německo) |

| 7. září 2015 20:45 |        |                 |                                                                         |
| Finsko             | 1 : 0  | Faerské ostrovy | Olympiastadion, Helsinky diváci: 9 477 rozhodčí: Marcin Borski (Polsko) |
| Pohjanpalo 23'     | Zpráva |                 | Olympiastadion, Helsinky diváci: 9 477 rozhodčí: Marcin Borski (Polsko) |

| 7. září 2015 20:45 |        |             |                                                                       |
| Severní Irsko      | 1 : 1  | Maďarsko    | Windsor Park, Belfast diváci: 10 200 rozhodčí: Cüneyt Çakır (Turecko) |
| K. Lafferty 90+3'  | Zpráva | Guzmics 74' | Windsor Park, Belfast diváci: 10 200 rozhodčí: Cüneyt Çakır (Turecko) |

| 7. září 2015 20:45 |        |       |                                                                                |
| Rumunsko           | 0 : 0  | Řecko | Arena Națională, Bukurešť diváci: 38 153 rozhodčí: Alexej Kulbakov (Bělorusko) |
|                    | Zpráva |       | Arena Națională, Bukurešť diváci: 38 153 rozhodčí: Alexej Kulbakov (Bělorusko) |

| 8. října 2015 20:45 |        |                 |                                                                                   |
| Maďarsko            | 2 : 1  | Faerské ostrovy | Groupama Arena, Budapešť diváci: 16 500 rozhodčí: Robert Schörgenhofer (Rakousko) |
| Böde 63', 71'       | Zpráva | Jakobsen 11'    | Groupama Arena, Budapešť diváci: 16 500 rozhodčí: Robert Schörgenhofer (Rakousko) |

| 8. října 2015 20:45         |        |              |                                                                         |
| Severní Irsko               | 3 : 1  | Řecko        | Windsor Park, Belfast diváci: 11 700 rozhodčí: Bas Nijhuis (Nizozemsko) |
| Davis 35', 58' Magennis 49' | Zpráva | Aravidis 87' | Windsor Park, Belfast diváci: 11 700 rozhodčí: Bas Nijhuis (Nizozemsko) |

| 8. října 2015 20:45 |        |                |                                                                            |
| Rumunsko            | 1 : 1  | Finsko         | Arena Națională, Bukurešť diváci: 47 987 rozhodčí: Craig Thomson (Skotsko) |
| Hoban 90+1'         | Zpráva | Pohjanpalo 67' | Arena Națională, Bukurešť diváci: 47 987 rozhodčí: Craig Thomson (Skotsko) |

| 11. října 2015 18:00 |        |                             |                                                                        |
| Faerské ostrovy      | 0 : 3  | Rumunsko                    | Tórsvøllur, Tórshavn diváci: 3 941 rozhodčí: Ivan Kružliak (Slovensko) |
|                      | Zpráva | Budescu 4', 45+1' Maxim 83' | Tórsvøllur, Tórshavn diváci: 3 941 rozhodčí: Ivan Kružliak (Slovensko) |

| 11. října 2015 18:00 |        |               |                                                                          |
| Finsko               | 1 : 1  | Severní Irsko | Olympiastadion, Helsinky diváci: 14 550 rozhodčí: Sergej Karasev (Rusko) |
| Arajuuri 87'         | Zpráva | Cathcart 31'  | Olympiastadion, Helsinky diváci: 14 550 rozhodčí: Sergej Karasev (Rusko) |

| 11. října 2015 18:00                                |        |                                 |                                                                             |
| Řecko                                               | 4 : 3  | Maďarsko                        | Karaiskakis Stadion, Pireus diváci: 9 500 rozhodčí: Ivan Bebek (Chorvatsko) |
| Stafylidis 5' Tachtsidis 57' Mitroglou 79' Kone 86' | Zpráva | Lovrencsics 26' Németh 55', 75' | Karaiskakis Stadion, Pireus diváci: 9 500 rozhodčí: Ivan Bebek (Chorvatsko) |

## Statistiky

### Střelci
Přehled střelců skupiny F.
7 gólů
- Kyle Lafferty

3 góly
- Joel Pohjanpalo
- Gareth McAuley

2 góly
- Jóan Símun Edmundsson
- Riku Riski
- Dániel Böde
- Krisztián Németh
- Constantin Budescu
- Paul Papp
- Bogdan Stancu
- Steven Davis

1 gól
- Hallur Hansson
- Christian Holst
- Róaldur Jakobsen
- Brandur Olsen
- Paulus Arajuuri
- Roman Eremenko
- Jarkko Hurme
- Berat Sadik
- Balázs Dzsudzsák
- Zoltán Gera
- Richárd Guzmics
- Gergő Lovrencsics
- Tamás Priskin
- Zoltán Stieber
- Ádám Szalai
- Ovidiu Hoban
- Claudiu Keșerü
- Ciprian Marica
- Alexandru Maxim
- Raul Rusescu
- Christos Aravidis
- Nikolaos Karelis
- Panagiotis Kone
- Konstantinos Mitroglou

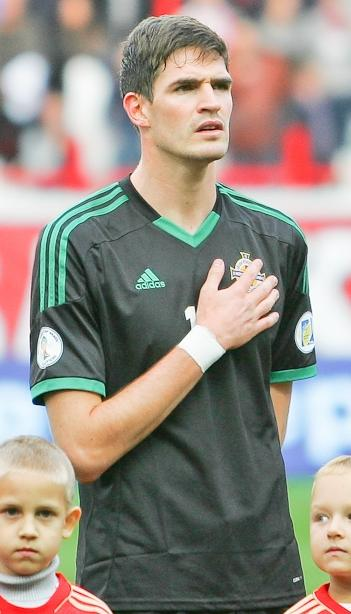
Kyle Lafferty ze Severního Irska se stal se 7 trefami nejlepším střelcem skupiny

- Sokratis Papastathopulos
- Kostas Stafylidis
- Panagiotis Tachtsidis
- Craig Cathcart
- Josh Magennis
- Niall McGinn
- Jamie Ward

### Asistence
Přehled asistentů skupiny F.
4 asistence
- Niall McGinn

3 asistence
- Teemu Pukki
- Răzvan Raț
- Lucian Sânmărtean
- Oliver Norwood

2 asistence
- Sølvi Vatnhamar
- Kasper Hämäläinen
- Balázs Dzsudzsák
- Panagiotis Tachtsidis

1 asistence
- Jóan Edmundsson
- Ragnar Nattestad
- Brandur Olsen
- Roman Eremenko
- Alexander Ring
- Berat Sadik
- Zsolt Kalmár
- Roland Juhász
- Zsolt Kalmár
- Tamás Kádár
- Leandro
- Gergő Lovrencsics
- Nemanja Nikolić
- Alexandru Maxim
- Adrian Popa
- Bogdan Stancu
- José Holebas
- Stelios Kitsiou
- Petros Mantalos
- Sotiris Ninis
- Vasilis Torosidis
- Chris Baird
- Chris Brunt
- Stuart Dallas
- Shane Ferguson
- Kyle Lafferty
- Conor McLaughlin

## Absence hráčů
Následující hráč nemohl v důsledku trestu nastoupit v některém z utkání kvalifikace.
| Tým             | Hráč                  | Přestupek | Délka trestu                                     |
| --------------- | --------------------- | --- | ------------------------------------------------ |
| Faerské ostrovy | Hallur Hansson        | nahromadění žlutých karet proti: Finsku (7. září 2014) Maďarsku (14. října 2014) Řecku (14. listopadu 2014)                  | 1 utkání proti Rumunsku (29. března 2015)        |
| Faerské ostrovy | Atli Gregersen        | nahromadění žlutých karet proti: Maďarsku (14. října 2014) Řecku (14. listopadu 2014) Řecku (13. června 2015)                | 1 utkání proti Severnímu Irsku (4. září 2015)    |
| Faerské ostrovy | Jóan Símun Edmundsson | vyloučení po druhé žluté kartě proti Severnímu Irsku (4. září 2015)                                                          | 1 utkání proti Finsku (7. září 2015)             |
| Faerské ostrovy | Fróði Benjaminsen     | nahromadění žlutých karet proti: Maďarsku (14. října 2014) Řecku (13. června 2015) Finsku (7. září 2015)                     | 1 utkání proti Maďarsku (8. října 2015)          |
| Faerské ostrovy | Brandur Olsen         | nahromadění žlutých karet proti: Řecku (14. listopadu 2014) Řecku (13. června 2015) Finsku (7. září 2015)                    | 1 utkání proti Maďarsku (8. října 2015)          |
| Finsko          | Alexander Ring        | vyloučení po druhé žluté kartě proti Rumunsku (14. října 2014)                                                               | 1 utkání proti Maďarsku (14. listopadu 2014)     |
| Finsko          | Tim Sparv             | nahromadění žlutých karet proti: Řecku (11. října 2014) Maďarsku (13. června 2015) Faerským ostrovům (7. září 2015)          | 1 utkání proti Rumunsku (8. října 2015)          |
| Finsko          | Markus Halsti         | nahromadění žlutých karet proti: Maďarsku (13. června 2015) Faerským ostrovům (7. září 2015) Rumunsku (8. října 2015)        | 1 utkání proti Severnímu Irsku (11. října 2015)  |
| Finsko          | Përparim Hetemaj      | nahromadění žlutých karet proti: Faerským ostrovům (7. září 2014) Řecku (11. října 2014) Rumunsku (8. října 2015)            | 1 utkání proti Severnímu Irsku (11. října 2015)  |
| Maďarsko        | Ákos Elek             | nahromadění žlutých karet proti: Rumunsku (11. října 2014) Finsku (14. listopadu 2014) Řecku (29. března 2015)               | 1 utkání proti Finsku (13. června 2015)          |
| Maďarsko        | Zoltán Gera           | nahromadění žlutých karet proti: Rumunsku (11. října 2014) Faerským ostrovům (14. října 2014) Finsku (13. června 2015)       | 1 utkání proti Rumunsku (4. září 2015)           |
| Maďarsko        | Dániel Tőzsér         | nahromadění žlutých karet proti: Rumunsku (11. října 2014) Finsku (14. listopadu 2014) Rumunsku (4. září 2015)               | 1 utkání proti Severnímu Irsku (7. září 2015)    |
| Maďarsko        | Leandro               | nahromadění žlutých karet proti: Řecku (29. března 2015) Rumunsku (4. září 2015) Severnímu Irsku (7. září 2015)              | 1 utkání proti Faerským ostrovům (8. října 2015) |
| Rumunsko        | Ciprian Marica        | vyloučení po druhé žluté kartě proti Řecku (7. září 2014)                                                                    | 1 utkání proti Maďarsku (11. října 2014)         |
| Rumunsko        | Mihai Pintilii        | nahromadění žlutých karet proti: Řecku (7. září 2014) Severnímu Irsku (14. listopadu 2014) Severnímu Irsku (13. června 2015) | 1 utkání proti Maďarsku (4. září 2015)           |
| Rumunsko        | Alexandru Chipciu     | nahromadění žlutých karet proti: Maďarsku (11. října 2014) Severnímu Irsku (14. listopadu 2014) Maďarsku (4. září 2015)      | 1 utkání proti Řecku (7. září 2015)              |
| Řecko           | Vasilis Torosidis     | nahromadění žlutých karet proti: Rumunsku (7. září 2014) Finsku (11. října 2014) Faerským ostrovům (13. června 2015)         | 1 utkání proti Finsku (4. září 2015)             |
| Řecko           | Kostas Manolas        | nahromadění žlutých karet proti: Rumunsku (7. září 2014) Faerským ostrovům (14. listopadu 2014) Rumunsku (7. září 2015)      | 1 utkání proti Severnímu Irsku (8. října 2015)   |
| Severní Irsko   | Jonny Evans           | červená karta proti Ázerbájdžánu (11. října 2013)                                                                            | 1 utkání proti Maďarsku (7. září 2014)           |
| Severní Irsko   | Chris Baird           | vyloučení po druhé žluté kartě proti Maďarsku (7. září 2015)                                                                 | 1 utkání proti Řecku (8. října 2015)             |
| Severní Irsko   | Kyle Lafferty         | nahromadění žlutých karet proti: Řecku (14. října 2014) Rumunsku (14. listopadu 2014) Maďarsku (7. září 2015)                | 1 utkání proti Řecku (8. října 2015)             |
| Severní Irsko   | Conor McLaughlin      | nahromadění žlutých karet proti: Rumunsku (14. listopadu 2014) Faerským ostrovům (4. září 2015) Maďarsku (7. září 2015)      | 1 utkání proti Řecku (8. října 2015)             |